# Tosca
För fjärilsläktet, se Tosca (djur). För bakverket, se toscakaka.
Tosca är en italiensk opera i tre akter med musik av Giacomo Puccini och libretto av Luigi Illica och Giuseppe Giacosa. Librettot baserar sig på Victorien Sardous drama i fem akter La Tosca.
Handlingen är förlagd till Rom omkring år 1800. Napoleon har trängt in i Norditalien och anhängare av revolutionens ideal i hela Italien önskar honom i tysthet välkommen. De makthavande försöker trycka ned Napoleonanhängarna genom terror, och dödsdomar hör till vardagen.

## Historia
Puccini såg pjäsen på franska med Sarah Bernhardt i huvudrollen i Milano 1889. Föreställningen gjorde ett djupt intryck på honom trots att han inte förstod språket. Han började snart planera en opera, men det dröjde till januari 1898 innan han kom igång. Det berodde bland annat på att rättigheterna först hade sålts till kompositören Alberto Franchetti.
Operan hade urpremiär i Teatro Costanzi, Rom den 14 januari 1900. Premiären ägde rum under bombhot men trots den spända atmosfären var publiken entusiastisk. Kritikerna påstod att operan var sadistisk och brutal och inte stämde med Puccinis lyriska begåvning, men inget kunde hejda dess segertåg över alla världens operascener. Några få månader senare gavs operan i London och Buenos Aires och kort därefter på de flesta större operascener. På Metropolitan uppfördes den första gången 1901 och gick sedan 31 säsonger i följd med Antonio Scotti som baron Scarpia och med 13 olika skådespelare som Tosca, ett rekord i Metropolitans historia.
Den svenska premiären ägde rum på Stockholmsoperan den 15 februari 1904 och den iscensattes åter med premiär den 19 september 1964. Den sattes upp på Göteborgsoperan med premiär den 7 december 1996 och återigen med premiär den 19 november 2011, på Norrlandsoperan med premiär 15 mars 2003 samt på Folkoperan med premiär den 20 september 2003. Hade premiär på Wermlands operan 22 februari 2024.

### Puccinis minutiösa förberedelser

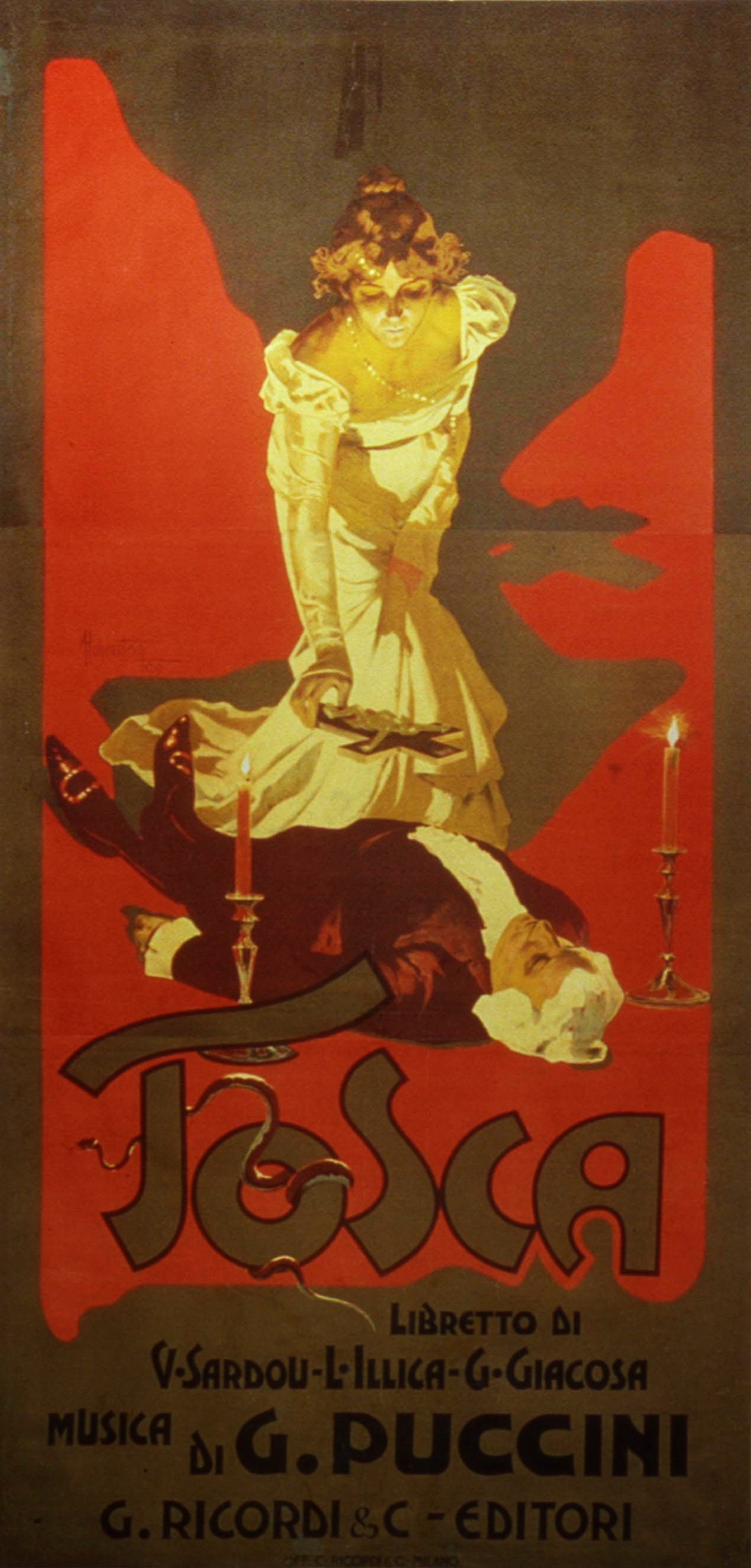
Tosca vid Scarpias döda kropp, akt II.

Parallellt med komponerandet gjorde Puccini resor till bland annat Paris där han träffade Sardou och till Rom för att se platserna där handlingen utspelade sig. Han började också intressera sig för karakteristiska enskildheter, som skulle kunna bidra till en autentisk miljö och atmosfär. Han vände sig därför till en bekant i Rom, för att till första aktens final få den exakta melodin till det gregorianska Te Deum som brukades i den romersk-katolska kyrkan. Han ville också få reda på hur Peterskyrkans stora klocka, "Campone", var stämd (en uppskattning visade att det rörde sig om ett ungefärligt lågt "E"). Puccini lät sig inte nöja med detta, utan begav sig själv till Rom för att personligen studera klockringningen runt Castel Sant'Angelo. De här intrycken gav sig till känna i inledningsmusiken till tredje akten, där den lyriska skildringen av sommargryningens inbrott blir en nostalgisk kontrast till den tragedi som skall följa. Under de sista månaderna av tonsättningsarbetet kom Puccini på idén att även infoga en herdegosses sorgliga folkvisa ("Io de sospiri") i den här scenen. Men han gav inte sina librettister i uppdrag att skriva texten till den här visan, utan vände sig istället till en lokal romersk författare, Luigi Zanasso, för att därigenom få en folklig text på kampanisk dialekt.

## Rollgestalten Tosca
- När Maria Jeritza sjöng titelrollen i en nyinscenering i Wien 1914, skedde en liten olyckshändelse under generalrepetitionen. Den firade sångerskan ramlade och tvingades sjunga sin aria "Vissi d'arte" liggande på scenen. Puccini, som bevistade repetitionen blev så begeistrad, att han menade att det var den här ställningen som hade föresvävat honom när han komponerade arian.

- Märkligt nog har titelrollen bara en enda aria, "Vissi d'arte" i andra akten, som brukar kallas för "Toscas bön". Enligt Puccinis senare självkritik avbryter visserligen den här arian (ett paradnummer för varje primadonna) andra aktens andlösa förlopp, men publiken får en chans att på nytt applådera sångerskan som gestaltar Tosca.

### Kända uttolkare
- Maria Jeritza (1887-1982) var den Tosca som bäst motsvarade Puccinis ideal. När han för första gången såg henne i rollen, auktoriserade han hennes rolltolkning.
- Lotte Lehmanns (1888-1976) bidrog till att Puccinikulten fick ett genombrott även i det tyska språkområdet.
- Birgit Nilsson (1918-2005). Nilsson sjöng Tosca bland annat mot Jussi Björling, Beniamino Gigli, Giuseppe Di Stefano, Franco Corelli, Placido Domingo och José Carreras. Nilsson var av åsikten att många sångerskor ofta lade vikten i rolltolkningen vid primadonnan och inte människan Tosca: ”Jag tycker nog själv att det är den älskande kvinnan som är det primära, inte sångprimadonnan. Hon mördar ju för sin kärleks skull”.
- Maria Callas (1923-77). Tosca på Covent Garden 1964 betraktas av många[vilka?] som den måttstock enligt vilka andra tolkningar bedöms. Hennes gestaltning av Tosca finns bevarad (åtminstone ur andra akten) för eftervärlden i en film från Covent Garden med Tito Gobbi som Scarpia.

## Personer
- Floria Tosca, en känd sångerska (sopran)
- Mario Cavaradossi, en målare (tenor)
- Baron Scarpia, korrumperad chef för den romerska polisen (baryton)
- Cesare Angelotti, republikansk rebell (bas)
- En sakristan (baryton)
- Spoletta, en soldat (tenor)
- Sciarrone, baron Scarpias gendarm – (bas)
- En herdegosse (gossopran)
- En fångvaktare (bas)
- Soldater, polismän, damer, stadsfolk, korgossar (kör)

## Handling
Handlingen utspelas i Rom i juni 1800. Föreställningen varar omkring 2 timmar och 30 minuter.

### Akt I

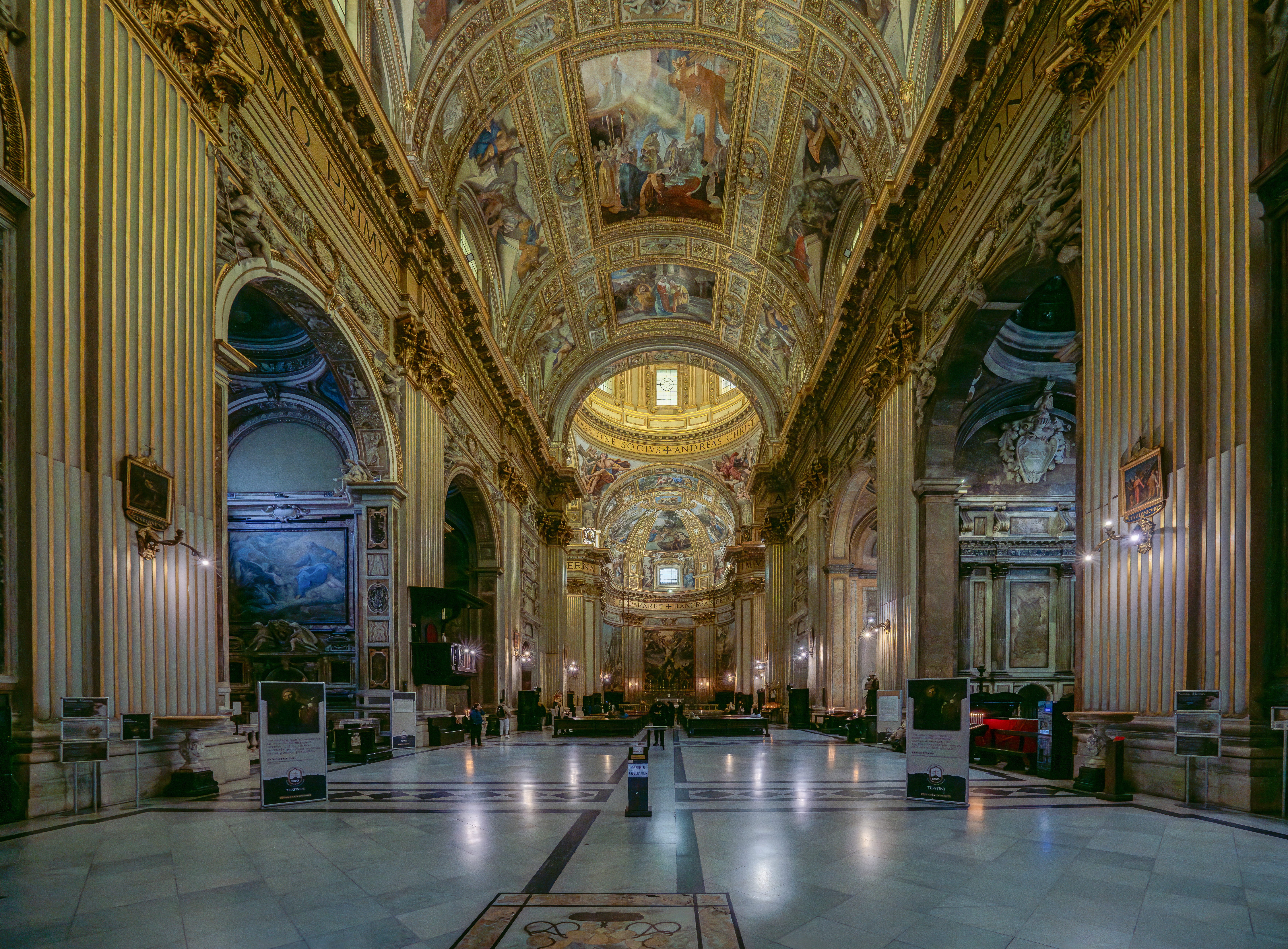
Interiören av Sant'Andrea della Valle.

Första akten äger rum i kyrkan Sant'Andrea della Valle. Den politiske fången Angelotti har flytt från fängelset Castel Sant'Angelo och tagit sin tillflykt till släktkapellet i kyrkan. Hans syster markisinnan Attavanti har tidigare varit i kyrkan och bett för att han skulle friges och då ovetande fått stå modell för konstnären Mario Cavaradossis porträtt av Maria Magdalena. Just när Angelotti gömt sig i kapellet kommer konstnären till kyrkan för att fortsätta sitt arbete med porträttet. Han tar en paus och jämför porträttet med sin älskade, operadivan Floria Tosca, Recondita armonia (Jag målar som jag känner). En sakristan som assisterat honom lämnar kyrkan varpå Angelotti kommer ut ur kapellet. Cavaradossi och Angelotti är vänner sedan tidigare och konstnären lovar att hjälpa flyktingen.
Tosca avbryter dem när hon kommer till kyrkan för att stämma träff med Cavaradossi efter hennes framträdande under kvällen, Mario! Mario! Mario!. Hon är dock mycket svartsjuk och har fattat misstankar eftersom hon hörde Cavaradossi tala med någon när hon kom, och porträttet av madonnan är bekant. Hon misstänker att han har en annan kvinna. Cavaradossi försäkrar att så inte är fallet, och till slut lämnar hon kyrkan.
Angelottis flykt har upptäckts, och man skjuter med kanoner från Castel Sant'Angelo. Cavaradossi gömmer Angelotti i sin villa. När de lämnat kyrkan kommer Sakristanen med korgossarna och kören för att fira segern över Napoleon vid Marengo, även baronen tillika polischefen Scarpia med sina mannar kommer Un tal baccano in chiesa! (Vem larmar här i kyrkan?). Han söker efter Angelotti som misstänks ha besökt kyrkan. Han upptäcker att familjen Angelottis kapell är öppet och hittar där en solfjäder. Tosca kommer tillbaka till kyrkan för att förklara för Cavaradossi att hon inte har tid att träffa honom som planerat. Istället väcks hennes svartsjuka av Scarpia som visar solfjädern, varpå hon upprört lämnar kyrkan. Han ger då order till sina män att följa efter henne. Tre sbirri, una carrozza (Tre poliser, en vagn/Ta med dig tre sbirrer, skynda), Scarpia: Va' Tosca, nel tuo cuor s'annida Scarpia (Gå, Tosca, i ditt hjärta bor nu Scarpia), kören: Adiutorium nostrum (Min hjälp står i Guds namn), Scarpia: A doppia mira tendo il voler (Dubbel triumf kan jag kanske uppnå) Sedan slutar scenen till tonerna av gudstjänsten Te deum.

### Akt II

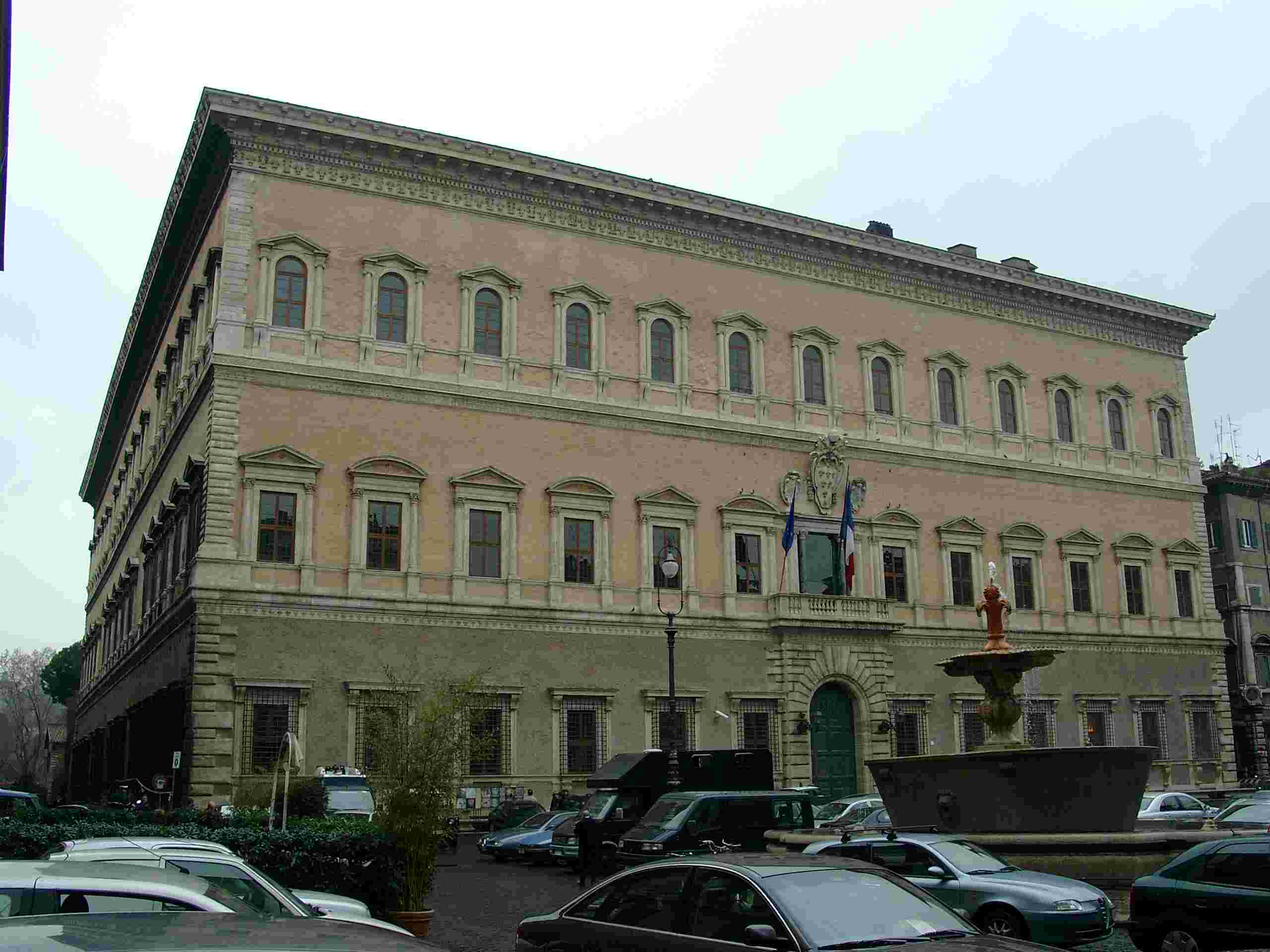
Palazzo Farnese.

Scarpias rum i Palazzo Farnese (i verkligheten Frankrikes ambassad sedan 1874). Scarpia äter middag ensam medan musik från konserten där Tosca skall sjunga hörs genom fönstret. Hans medhjälpare Spoletta för in den gripne Cavaradossi. Scarpia förhör fången men han avslöjar inget. Scarpia skickar efter Tosca, och när hon kommer ber Cavaradossi henne att inte säga något. Cavaradossi skickas iväg för tortyr, men när hon hör hans skrik avslöjar hon Angelottis gömställe. Cavaradossi släpas ut ur tortyrkammaren.
En annan av Scarpias mannar, Sciarrone, kommer för att berätta att Napoleons nederlag vid Marengo har vänts till seger. Cavaradossi hör det och brister ut i Vittoria! (Seger) innan han förs till fängelset.
Tosca frågar vad priset är för att Cavaradossi skall kunna friges. Scarpias svar är: hon själv. Hon försöker då beveka honom Vissi d'arte, vissi d'amore (Allt är skönhet, allting är kärlek, även kallad Toscas bön). Spoletta berättar därefter att Angelotti begick självmord när han greps på nytt. Tosca ser då ingen annan utväg än att ge efter. Scarpia ger order att konstnären skall skenavrättas, och Tosca får honom att skriva ett pass så att hon därefter skall kunna fly med Cavaradossi. Under tiden Scarpia skriver passet upptäcker hon en kniv, och när Scarpia kommer för att ta ut sin rätt hugger hon ihjäl honom.

### Akt III

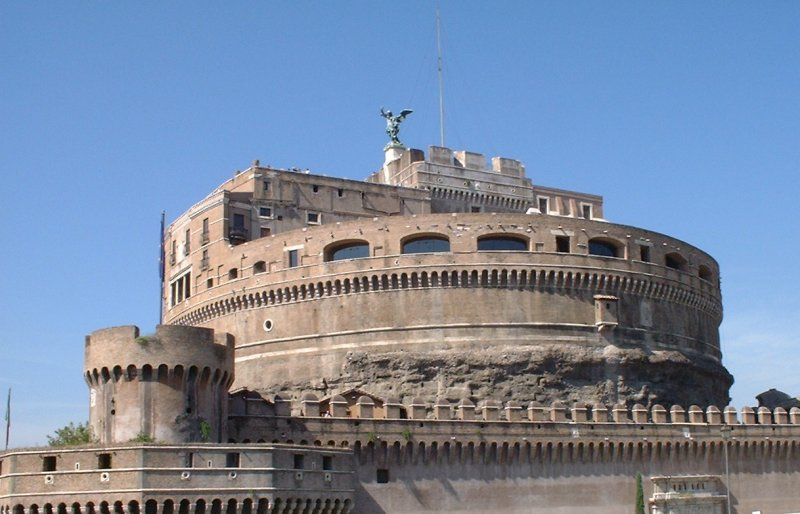
Castel Sant'Angelo.

Taket till fängelset Castel Sant'Angelo där Cavaradossi skall avrättas. Klockorna ringer och en herdegosse sjunger en sång, Io de' sospiri (En ny dag gryr / Jag suckar) en känd aria om herdegossen och hans ledsamma liv. Cavaradossi förs till avrättningsplatsen. Fångvaktaren informerar att han har en timme kvar att leva. Konstnären ber att få en sista önskan: att skriva ett avskedsbrev till sin älskade E lucevan le stelle (oftast kallad Sången till livet på svenska, men även "Jag minns stjärnorna lyste" och Alla stjärnor som lyste).
Tosca kommer och berättar att hon mördat Scarpia, att Cavaradossi ska skenavrättas och att hon skaffat ett pass så att de kan fly. Hon instruerar honom hur han ska falla och att han måste ligga kvar tills soldaterna gått. De sjunger en duett Senti, l'ora è vicina (Vänta. Stunden är nära.) Cavaradossi: Amaro sol per te m'era il morire (Jag kände ingen rädsla inför döden), Tosca: Amore che seppe a te vita serbare (Vår heta kärlek återger dig livet), finalduett: Trionfal... di nova speme (I triumf ska vi tillsammans.)
När klockan slår kommer avrättningspatrullen och ställer upp sig. De avfyrar sina vapen, och Cavaradossi faller. Tosca väntar tills patrullen gått innan hon går hon fram till honom, inser att han är död och att Scarpia lurat henne. Nu har mordet på Scarpia upptäckts och hans mannar kommer för att gripa henne. Tosca kastar sig ner från taket O Scarpia, avanti a Dio! (O Scarpia, Gud straffar dig!).

## Kända Arior
- Akt 1. Recondita armonia (O dolda harmoni / Jag målar som jag känner) - Cavaradossi
- Akt 1. Te Deum (Ni gudar) - Scarpia, Kör, Gosskör
- Akt 2. Vissi d’arte (Jag lever för konst) - Tosca
- Akt 3. E lucevan le stelle (Så lyste stjärnorna / Sången till livet) - Cavaradossi

## Musikexempel
- Pasquale Amato framför "Te Deum", akt I, inspelad 1914.
- Enrico Caruso framför arian "Recondita armonia", akt I, inspelad 1909.
- Antonio Scotti sjunger Scarpias aria "Gia mi dicon venal", akt II, i en inspelning från 1908.
- Emmy Destinn sjunger Toscas aria "Vissi d'arte", akt II, i en inspelning från 1914.
- Enrico Caruso sjunger Cavaradossis aria "E lucevan le stelle", akt III, i en inspelning från 1902.

## Diskografi (urval)
- 1929 – Bianca Scacciati, Alessandro Granada, Enrico Molinari. Milano, Teatro alla Scala orkester och kör/Lorenzo Molajoli. Album med 14 78-varvsskivor. Columbia.
- 1953 – Maria Callas, Giuseppe di Stefano, Tito Gobbi. Milan Teatro alla Scala Orchestra/Victor de Sabata. EMI mono 5 62890-2. 2 CD.[5]
- 1957 – Zinka Milanov, Jussi Björling, Leonard Warren. Rome Opera orchestra and chorus/Erich Leinsdorf. BGM Classics.
- 1957 – Leontyne Price, Giuseppe di Stefano, Giuseppe Taddei. Chorus and Orchestra Vienna State Opera/Herbert von Karajan. Decca.
- 1967 – Birgit Nilsson, Franco Corelli, Dietrich Fischer-Dieskau. Orchestra e Coro dell'Accademia di Santa Cecilia, Roma/Lorin Maazel. Decca.
- 1976 – Montserrat Caballé, José Carreras, Ingvar Wixell. Royal Opera House, Covent Garden Chorus/Colin Davis. Philips.
- 1990 – Mirella Freni, Plácido Domingo, Samuel Ramey. The Metropolitan Opera orchestra and chorus/Giuseppe Sinopoli. Deutsche Grammophon.

## Filmografi (urval)
- 1976 – Raina Kabaivanska, Plácido Domingo, Sherrill Milnes. New Philharmonia Orchestra and Ambrosian Singers/Bruno Bartoletti. Deutsche Grammophon/Decca.
- 1985 – Hildegard Behrens, Plácido Domingo, Cornell MacNeil. The Metropolitan Opera orchestra and chorus/Giuseppe Sinopoli. Deutsche Grammophon.
- 1992 – Catherine Malfitano, Plácido Domingo, Ruggero Raimondi. RAI Orchestra Sinfonica and Coro di Roma/Zubin Mehta. Teldec.
- 2001 – Angela Gheorghiu, Roberto Alagna, Ruggero Raimondi. Royal Opera House, Covent Garden Orchestra and Chorus/Antonio Pappano. EMI Classics.